# Phyllonorycter tristrigella
Phyllonorycter tristrigella là một loài bướm đêm thuộc họ Gracillariidae. Nó được tìm thấy ở khắp châu Âu, ngoại trừ Iberian Peninsula và bán đảo Balkan, phía đông đến phần châu Âu thuộc Nga. Nó cũng được ghi nhận từ Nhật Bản, nhưng là một nhận dạng sai của Phyllonorycter laciniatae.
Sải cánh dài 7–9 mm. Có hai lứa trưởng thành mỗi năm vào tháng 5 và một lần nữa vào tháng 8.
Ấu trùng ăn Ulmus glabra, Ulmus x hollandica, Ulmus laevis và Ulmus minor. Chúng ăn lá nơi chúng làm tổ.